# 別拉比湖

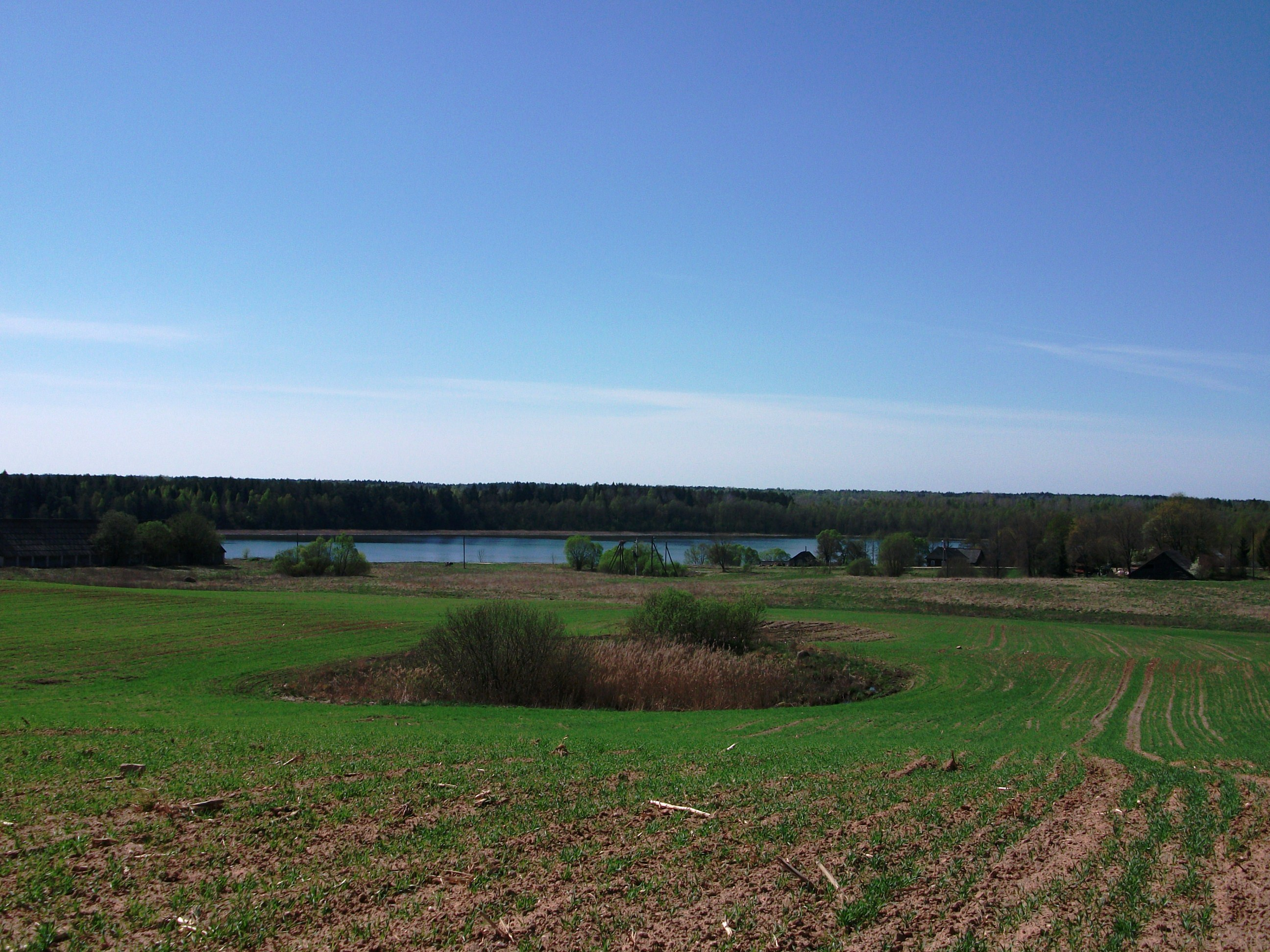
別拉比湖

別拉比湖（白俄羅斯語：Вераб’і）是白俄羅斯的湖泊，位於奧斯特羅韋茨東北33公里，屬於斯特拉恰河流域，由格羅德諾州負責管轄，長1.12公里、寬0.57公里，面積0.46平方公里，集水區面積8.2平方公里，湖岸線長度2.9公里，最大水深3.1米。